# Tour du Honduras
Le Tour du Honduras (en espagnol : Vuelta a Honduras) est une course cycliste par étapes disputée au Honduras. Créé en 2021, il est organisé par la Fédération nationale du pays. 

## Histoire
La première édition en 2021 se déroule sur cinq étapes. Elle accueille 86 participants provenant du Honduras, du Guatemala, du Salvador, du Nicaragua et des États-Unis,.

## Palmarès
| Année | Vainqueur       | Deuxième        | Troisième         |
| ----- | --------------- | --------------- | ----------------- |
| 2021  | Rony Julajuj    | Henry York      | Colin Patterson   |
| 2022  | Luis López      | Esdras Morales  | Fredy Toc         |
| 2023  | Gerson Toc      | Colin Patterson | Luis López        |
| 2024  | Nicolás Paredes | Edgar Torres    | Mardoqueo Vásquez |